# Epiry
Epiry è un comune francese di 218 abitanti situato nel dipartimento della Nièvre, nella regione della Borgogna-Franca Contea.

## Società

### Evoluzione demografica
Abitanti censiti